# Anaxipha bicoloripes
Anaxipha bicoloripes är en insektsart som beskrevs av Lucien Chopard 1954. Anaxipha bicoloripes ingår i släktet Anaxipha och familjen syrsor. Inga underarter finns listade i Catalogue of Life.